# 许国义
许国义（1983年—），广东揭阳，中国象棋棋手。在2012年第十届全国象棋甲级联赛上，许国义的胜率达到了晋升规定的60%，成为象棋大师。2014年举办的第十八届亚洲象棋锦标赛，许国义与队友张学潮、郝继超合作，帮助中国队获得了男子团体赛冠军，三人携手晋升为特级大师。
许国义同时也是一名揭棋棋手，曾在2017年12月结束的揭棋锦标赛线下总决赛上获得冠军。